# 윤영신
윤영신(1973년 ~ )은 대한민국의 가수다. 2020년 싱글 《그땐 그랬지》로 데뷔했다.

## 방송
- 아침마당
- 날마다 좋은날
- 청춘을 돌려다오
- 낭만 트롯
- 쇼퀸 (2023) - Top16(16위)

## 음반
- 그땐 그랬지 (2020)
- 매일매일 (2021)
- 쇼퀸 3라운드 PART 1 (2023)

### 5XL
- 쇼퀸 2라운드 PART 1 (2023)

## 수상
- 전국금강가요제 대상 (2018)